# Top Hit
Top Hit é uma empresa da Rússia, que faz os levantamentos das músicas mais executadas no país, com mais de 420 estações de rádios em todo o território russo.
Principais paradas
- Moscow Airplay Chart
- Airplay Detection TopHit 100